# New Minster
Pour les articles homonymes, voir Newminster.

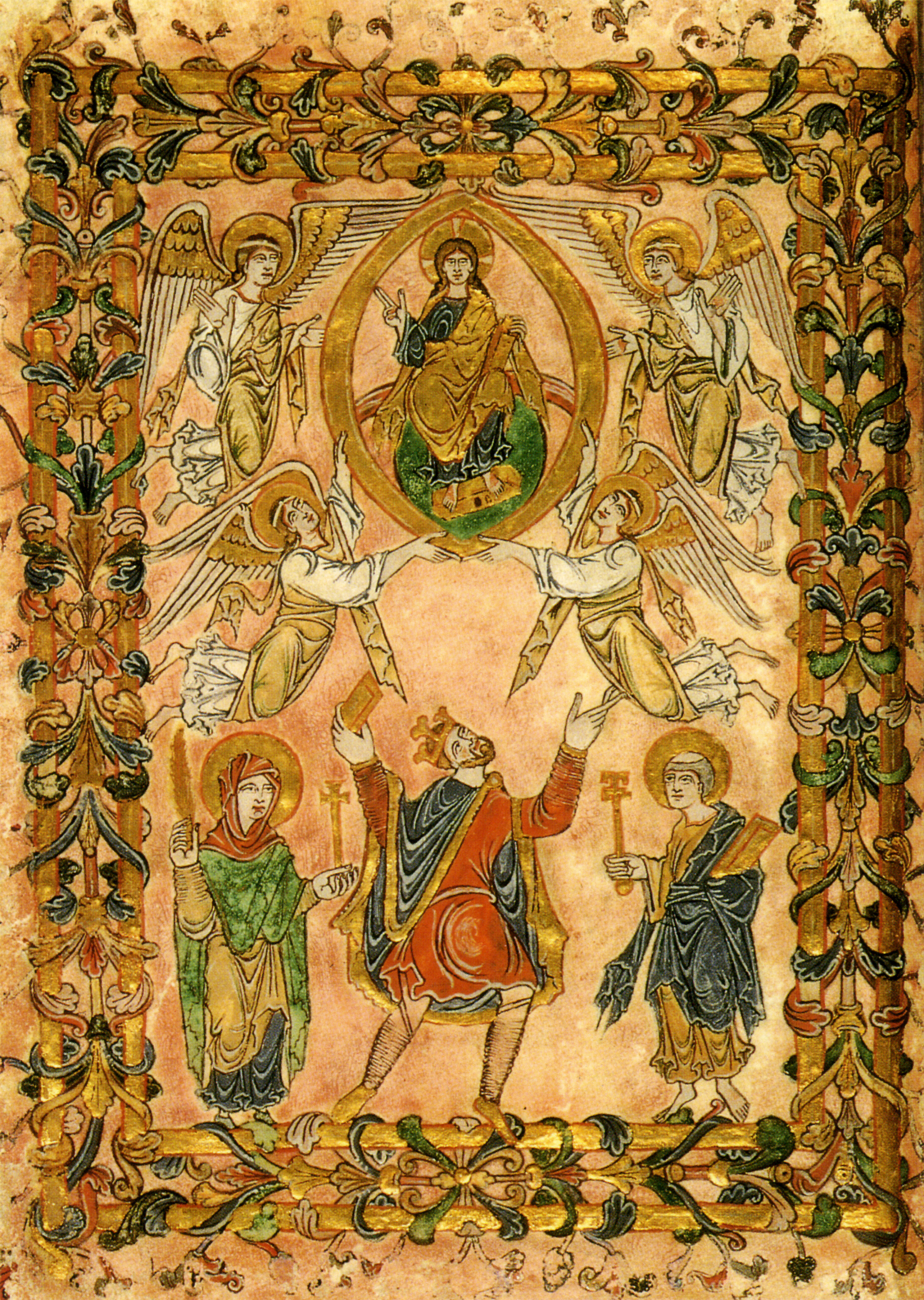
Le frontispice de la charte par laquelle Edgar réforme le monastère de New Minster (BL Cotton Vespasian A.viii), représente le roi entouré de Pierre et Marie aux pieds d'un Christ en gloire.

Le New Minster est une ancienne abbaye bénédictine située à Winchester, en Angleterre. Elle constitue le principal centre intellectuel et artistique de cette ville à l'époque où elle est capitale du royaume anglo-saxon du Wessex, puis d'Angleterre.

## Histoire
Vers le milieu du VIIe siècle, au moment de la christianisation du Wessex, Winchester est dotée d'un monastère (minster en anglais) dont l'église est aussi la cathédrale du diocèse : il s'agit de l'ensemble appelé Old Minster. En 901, le roi Édouard l'Ancien fonde un nouveau monastère, le New Minster, avec son église. Ils se trouvent immédiatement au nord de l'ancienne cathédrale et de son monastère, les deux institutions subsistant côte à côte, à l'est du palais royal. Grimbald, un érudit de l'entourage d'Alfred le Grand mort en 901, est considéré comme son premier abbé, bien qu'il soit mort avant sa fondation.
Dans le cadre de la réforme monastique qui prend place en Angleterre sous le règne d'Edgar, petit-fils d'Édouard l'Ancien, le New Minster devient une maison de l'ordre bénédictin. La Chronique anglo-saxonne et l'hagiographie d'Æthelwold de Winchester rapportent que les religieux des deux monastères, New Minster et Old Minster, sont expulsés de force en 964 et remplacés par des moines venus de l'abbaye d'Abingdon, en vertu de la bulle pontificale obtenue par Edgar l'année précédente. Néanmoins, ce n'est qu'en 966 que le roi émet une charte richement enluminée de refondation du New Minster, ce qui suggère que le processus d'expulsion a pris un certain temps.
Aux alentours de l'an mille, le scriptorium du New Minster est le principal centre artistique du royaume d'Angleterre avec Cantorbéry, d'où le nom de « style de Winchester » que l'on donne à l'art anglo-saxon de cette époque et qui est la source principale de la tapisserie de Bayeux.
Après la conquête normande de l'Angleterre, la cathédrale de Winchester est entièrement reconstruite. La communauté monastique du New Minster est déplacée par le roi Henri Ier à Hyde Mead, au nord de l'enceinte de la ville. La nouvelle abbaye de Hyde est consacrée en 1110.